# تينلي دورجي
تينلي دورجي (5 مايو 1995 ببوتان - ) هو لاعب كرة قدم بوتاني في مركز الهجوم. شارك مع منتخب بوتان لكرة القدم. أما مع النوادي، فقد لعب مع نادي ييدزين.

## وصلات خارجية
- تينلي دورجي على موقع قاعدة بيانات كرة القدم.إي يو (الإنجليزية)
- تينلي دورجي على موقع ناشيونال فوتبول تيمز (الإنجليزية)
- تينلي دورجي على موقع Soccerway.com (الإنجليزية)